# Mind’s Eye (Militär)
Mind’s Eye ist ein Forschungsprojekt, welches von der Defense Advanced Research Projects Agency (DARPA) finanziert wird. Verantwortlich ist das Information Innovation Office (I2O). Das Projekt beinhaltet die Videoanalyse mit Hilfe von künstlicher Intelligenz.

## Hintergrund und Anwendung
Militärische Aufklärung wird normalerweise von spezialisierten Aufklärungstruppen durchgeführt. Bei der Aufklärung dringen diese Einheiten oft tief in feindliches Gebiet vor, was den Einsatz entsprechend gefährlich macht. Außerdem ist der Mensch nicht in der Lage, rund um die Uhr einer derartigen Aufgabe nachzukommen.
Die Entwicklung von Mind’s Eye zielt genau auf diese Bodenüberwachungsaufgaben mittels Kameras zum Einsatz in Drohnen ab.
Die Schlüsseltechnologie für eine solche „intelligente Kamera“ soll maschinen-basierende visuelle Intelligenz liefern. Mind’s Eye soll durch seine visuelle Intelligenz in die Lage versetzt werden, über die optische Erfassung die Interaktion von Objekten zu erfassen, zu interpretieren und daraus zu lernen, und so die Auswertung von Aufklärungsinformationen durch Menschen überflüssig zu machen.
Für die Entwicklung wurden zwölf Forschungseinrichtungen von der DARPA unter Vertrag genommen: Carnegie Mellon University, Co57 Systems, Inc., Colorado State University, Jet Propulsion Laboratory (Caltech), Massachusetts Institute of Technology (MIT), Purdue University, SRI International, State University of New York at Buffalo, TNO (Niederlande), University of Arizona, University of California Berkeley und die University of Southern California.
Mind’s Eye soll unter anderem zusammen mit ARGUS-IS im Aufklärungs- und Überwachungssystem Gorgon Stare, welches für die MQ-9 Reaper-Drohne verwendet wird, eingesetzt werden.